# 无喙天麻
无喙天麻（学名：Gastrodia appendiculata），又名无蕊喙赤箭，为兰科天麻属下的一个种。

## 扩展阅读
- 維基物種上的相關：无喙天麻